# Eric Knight
Eric Mowbray Knight fue un escritor inglés nacido en Menston en Yorkshire, Inglaterra el 10 de abril de 1897 y fallecido el 15 de enero de 1943. Fue un autor que es principalmente conocido por crear el collie de ficción llamado
Lassie, que posteriormente fue utilizado para gran número de películas y series de televisión.

## Biografía
Nacido el 10 de abril de 1897 en Menston en el condado de Yorkshire, Eric Mowbray Knight era el tercero de cuatro hijos de 
Federic Harrison y Marion Hilda Creasser Knight, ambos cuáqueros. Su padre era un rico mercader de diamantes que, cuando Eric tenía dos años murió en la segunda guerra bóer. Su madre se mudó a San Petersburgo (Rusia) tras la muerte de su esposo para trabajar como gobernanta para la familia real. Ella se instaló más tarde en América.
Knight ejerció diversos empleos, incluido su servicio en la armada canadiense durante la Primera Guerra Mundial, estudió arte y trabajó de periodista y escribió guiones en Hollywood.
Su primera novela fue Song on Your Bugles (1936) sobre la impartición de clases en el norte de Inglaterra. Con el apodo de Richard Hallas, escribió la novela "You Play The Black and The Red Comes Up" (1938). Su novela "This Above All", está considerada una de las más significativas novelas de la Segunda Guerra Mundial.
Knight y su esposa Jere Knight montaron una granja de collies en Peasant Valley, Bucks County, Pensilvania. Su novela
Lassie Come-Home (ISBN 0-03-044101-3) apareció en 1940. La novela fue rodada por la MGM en 1943 como Lassie Come Home (La Cadena invisible se tituló en España) con Roddy McDowall en el rol de Joe Carraclough y el actor canino Pal en el papel de Lassie. El éxito de esta novela y película generó más películas y varias series de televisión que cimentaron el estatus de icono de la perrita Lassie.
En 1943, cuando Knight era un oficial de los servicios de entretenimiento del Ejercito de Estados Unidos, murió en un accidente aéreo sobre la Guayana Neerlandesa (actual Surinam).